# Ndau
Le ndau est un des dialectes dérivés du shona. La langue est parlée autour de Chipinge (Zimbabwe), mais principalement au Mozambique, qui compte 1,58 million de locuteurs en 2006. Le vocabulaire est similaire au ndébélé du Zimbabwe et ce dialecte peut souvent sembler très différent de la base du shona.

## Écriture
Le ndau est écrit avec l’alphabet latin. Au Mozambique, un orthographe ndau a été publié dans la Standardisation de l'orthographe des langues mozambicaines de 2000, ainsi que dans l’édition de 2011.
| a | b  | bh | bv | c | d  | dh | dl | dz | dzv | e | f  | g   | h | hl | i  | j | jh | k | m  |
| n | n’ | ny | o  | p | pf | r  | s  | sh | sv  | t | ts | tsv | u | v  | vh | w | y  | z | zv |

## Prononciation
|          | Antérieur | Postérieur |
| -------- | --------- | ---------- |
| Fermé    | i         | u          |
| Mi-fermé | e         | o          |
| Ouvert   | a         |            |

|                        | Bilabiales | Bilabiales | Labio- dentales | Labio- dentales | Labio- vélaires | Labio- vélaires | Dentales ou alvéolaires | Dentales ou alvéolaires | Palato- alvéolaires | Palato- alvéolaires | Palatales | Palatales | Vélaires | Vélaires | Glottales | Glottales |
| ---------------------- | ---------- | ---------- | --------------- | --------------- | --------------- | --------------- | ----------------------- | ----------------------- | ------------------- | ------------------- | --------- | --------- | -------- | -------- | --------- | --------- |
| Occlusives             | p          | b          |                 |                 |                 |                 | t                       | d                       |                     |                     | c         | ɟ         | k        | ɡ        |           |           |
| Nasales                | m          | m          |                 |                 |                 |                 | n                       | n                       |                     |                     | ɲ         | ɲ         | ŋ        | ŋ        |           |           |
| Spirantes              | ʋ          | ʋ          |                 |                 |                 |                 |                         |                         |                     |                     |           |           |          |          |           |           |
| Roulées                |            |            |                 |                 |                 |                 | r                       | r                       |                     |                     |           |           |          |          |           |           |
| Fricatives             |            |            | f               | v               |                 | w               | s                       | z                       | ʃ                   | ʒ                   |           | j         | x        | ɣ        |           | h         |
| Fricatives labialisées |            |            |                 |                 |                 |                 | sʷ                      | zʷ                      |                     |                     |           |           |          |          |           |           |
| Affriquées             |            |            | p͡f              | b͡v              |                 |                 | t͡s                      | d͡z                      |                     |                     |           |           |          |          |           |           |
| Affriquées labialisée  |            |            |                 |                 |                 |                 | t͡sʷ                     | d͡zʷ                     |                     |                     |           |           |          |          |           |           |